# Archetyp (Psychologie)
Archetypus oder geläufiger Archetyp, Plural Archetypen, bezeichnet in der Analytischen Psychologie die dem kollektiven Unbewussten zugehörig angenommenen dynamischen Grundstrukturen menschlicher Vorstellungs- und Handlungsmuster. Das Wort stammt aus griechisch archē = „Ursprung“, mit zugehörigem Präfix archi- = „ur-, ober-, haupt-“, und typos = „Schlag, Abdruck“ (nach typein = „schlagen“) und bedeutet also wörtlich etwa „Ur- oder Grundprägung“. Oft wird Archetyp sprachlich ungenau mit Urbild übersetzt, da er sich auch in symbolischen Bildern zeigt. Begrifflich eher zutreffend, aber inhaltlich zu statisch wäre das Wort „Urform“.
Archetypen sind definiert als psychische oder psychophysische Strukturdominanten, die als unbewusste Wirkfaktoren das menschliche Verhalten und Bewusstsein beeinflussen. Zum Phänomen des menschlichen Bewusstseins und seiner Qualitäten zeige die Kulturgeschichte archetypische Bilder wie das der Sonne als Tagesgestirn oder das des Mondes als hellsten Lichts der Nacht. Dies auch in Verbindung mit Vorstellungen von lichtbringenden, also symbolisch verstanden bewusstseinsbringenden Gottheiten wie zum Beispiel Helios/Sol und Re oder Selene/Luna. Einige Archetypen entsprächen phylogenetisch langwährenden Ur-Erfahrungen der Menschwerdung und Individuation, wie z. B. weiblich/männlich, Geburt, Kindheit, Pubertät, Wandlungskrisen und Tod. Auch die Vielfalt religiöser Erfahrung könne angesehen werden als nach archetypischen Mustern strukturiert, welche interreligiös (religionsübergreifend) anzutreffen seien. Das tiefenpsychologische Konzept der Archetypen geht auf den Schweizer Psychiater und Psychologen Carl Gustav Jung (1875–1961) zurück, der die Analytische Psychologie entwickelte. Es ist ein offenes Konzept, das keine exklusiven Definitionen von Archetypen und keine bestimmte Anzahl derselben enthält.
Ein Archetyp als solcher sei unanschaulich und unbewusst, er sei in seiner Wirkung aber u. a. in symbolischen Bildern erfahrbar, wie beispielsweise in Träumen, Visionen, Psychosen, künstlerischen Werken, Märchen und Mythen. Carl Gustav Jung leitete die Existenz von Archetypen vorwiegend aus dem Vergleich von Motiven aus Träumen besonders auch bei Kindern, aus Märchen, Sagen und astrologischen Vorstellungen sowie vergleichender Religionswissenschaft und Mythologie ab. Auch die Motivik der Alchemie lieferte ihm viel Vergleichsmaterial. Damit handelt es sich um ein induktives Konzept, wobei allgemeine Aussagen bzw. Thesen aus Gemeinsamkeiten gedeuteter empirischer Befunde abgeleitet werden.

## Die Archetypen in der Psychologie C. G. Jungs

### Entwicklung des Konzepts

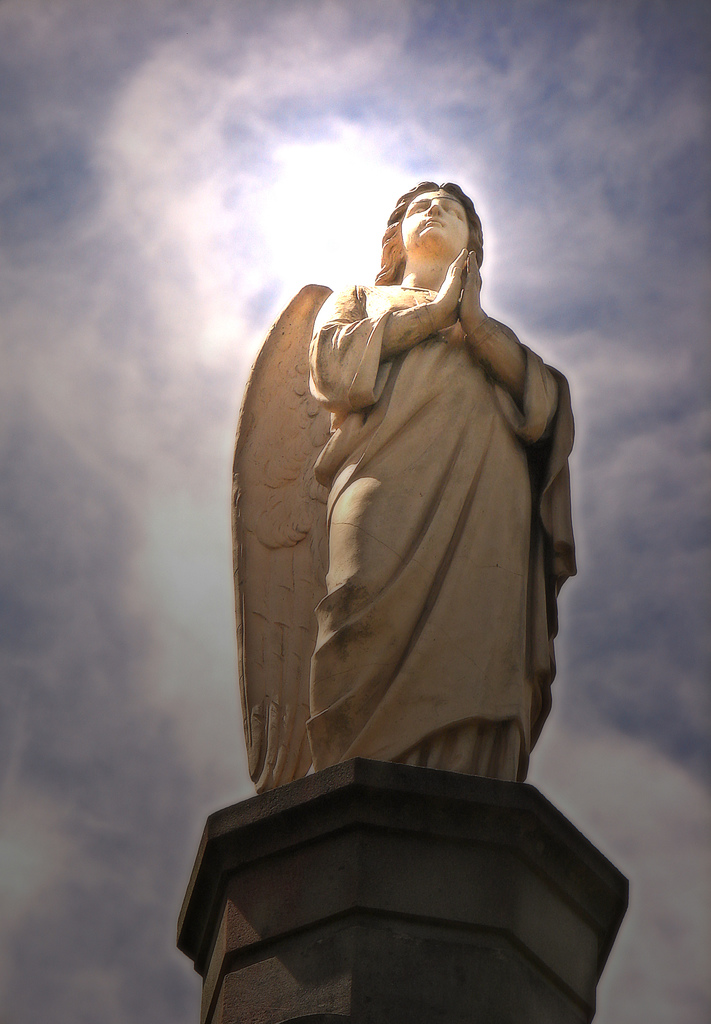
Engel als archetypisches Symbol des Vermittlers zum höchsten spirituellen Wert

Die Ursprünge von Jungs Theorie von Archetypen lassen sich auf seine Dissertation von 1902 Zur Psychologie und Pathologie sogenannter occulter Phänomene verfolgen.
Als ausgearbeitete Theorie sprach Jung erstmals 1934 bei einem Vortrag bei der Eranos-Tagung im Südschweizer Ort Ascona von „Archetypen des kollektiven Unbewussten“. Den Begriff „Archetypus“ hatte Jung in Kenntnis seiner Verwendung im 1./2. Jh. beim Übergang vom Hellenismus zu den Kirchenvätern wie auch in der spirituellen Alchemie im Europa des 17. Jahrhunderts gewählt. Er übernahm also einen Begriff aus der spätantiken Philosophie, welcher dort besonders bei Philon und Plotin entwickelt worden war (siehe auch Archetyp in der Philosophie).
Ausdrücklich nahm Jung in seinen frühen Werken auch auf Konzepte der Anthropologie und Völkerpsychologie des 19. und frühen 20. Jahrhunderts Bezug. Für die Konzeptentwicklung des Archetypus waren inhaltlich Motiv-Vergleiche aus verschiedensten Quellen ausschlaggebend. Jung beobachtete in Träumen und Phantasien von Menschen „typische Mythologeme“, von denen die betreffenden Personen nie etwas hätten aus ihrem Umfeld hören können. Auch interkulturell träten archetypische Motive unabhängig von den Möglichkeiten der Tradition und Migration auf. Dass „gewisse archetypische Motive, die der Alchemie geläufig sind, auch in Träumen moderner Personen, welche keinerlei Kenntnisse der Alchemie haben, auftreten“, hatte Jung von der Existenz allgemeiner Grundformen innerer Bilder überzeugt.
Jung betonte das Überpersönliche der Archetypen: „Die Inhalte des persönlichen Unbewußten sind Erwerbungen des individuellen Lebens, die des kollektiven Unbewußten dagegen stets und a priori vorhandene Archetypen.“

### Archetyp und archetypisches Bild
C. G. Jung unterschied anfangs wenig, später klar zwischen dem unanschaulichen „Archetyp“ als angenommenem Strukturprinzip einerseits und den archetypischen Bildern und Vorstellungen andererseits: als konkrete Realisierungen von Archetypen zum Beispiel in den Träumen eines individuellen Menschen. 1921 sprach Jung von einer Bindung der menschlichen Geistesbetätigung „an Urbilder oder urtümliche Bilder. Die Märchenerzählungen der entlegendsten Völker zeigen in einer Ähnlichkeit ihrer Motive diese Gebundenheit ... selbst die Bilder, die wissenschaftlichen Theorien zugrundeliegen, zeigen diese Beschränkung, zum Beispiel der Äther, die Energie, ihre Verwandlungen und ihre Konstanz, die Atomtheorie, die Affinität usw.“
Später wurde seine Unterscheidung von abstrakter Struktur und konkreter Realisierung genauer: „Die archetypischen Vorstellungen, die uns das Unbewußte vermittelt, darf man nicht mit dem Archetypus an sich verwechseln.“ Der „Archetyp“ ist nicht eine konkrete Vorstellung, sondern „eine Tendenz, Vorstellungen zu erzeugen, die sehr variabel sind, ohne ihr Grundmuster zu verlieren.“
Zur Verdeutlichung des Unterschieds zwischen dem unanschaulichen Archetyp und seinen anschaulichen Realisierungen verwendete Jung die Metapher von Kristall-Mutterlauge versus ausgeformtem Kristall. Der Archetyp könne analog dazu gesehen werden, dass „die Kristallbildung in der Mutterlauge gewissermaßen präformiert [sei], ohne selber eine stoffliche Existenz zu besitzen. Letztere erscheint erst in der Art und Weise des Anschließens der Ionen und dann der Moleküle. … Wie zum Beispiel der Mutterarchetypus jeweils empirisch erscheint, ist aus ihm allein nie abzuleiten, sondern beruht auf anderen Faktoren.“
Zur archetypischen Qualität einer inneren Vorstellung gehört auch ihre emotionale Aufladung, ihre  „Energie“: In der praktischen Erfahrung der Archetypen zeige sich: „… sie [die Archetypen] sind Bilder und gleichzeitig Emotionen. Man kann von einem Archetypus nur dann sprechen, wenn diese beiden Aspekte gleichzeitig vorhanden sind.“ Jung baute seine Theorie innerer Beweggründe menschlicher Vorstellungs- und Verhaltensweisen auch auf die Diskussion von „Wirklichkeit“ bei William James auf, „dessen psychologischer Vision und dessen pragmatischer Philosophie ich entscheidende Anregungen verdanke“. James hatte 1902 über das „Unterbewusste ... Leben in der Seele“ geschrieben (p. 506): „Yet the most unseen region in question is not merely ideal, for it produces effects in the world. (…) But that which produces effects within another reality must be termed a reality itself, so I feel as if we had [p. 507] no philosophic excuse for calling the unseen or mystical world unreal.“ C.G. Jung bezeichnete in diesem Sinne die unbewussten psychischen Faktoren als „Weltmächte“ mit größtem Einfluss auf die Menschheitsgeschichte.

### Archetypische Symbole
Ein archetypisches Symbol zeichnet sich dadurch aus, dass es das menschliche Bewusstsein in Kontakt mit dem kollektiven Unbewussten bringt, wenn es in einem Menschen aktuell „lebendig“ und damit funktional ist. Symbolbedeutungen sind meist mehrdeutig und vielschichtig und hängen auch vom konkreten Kontext eines Menschen oder einer Kultur ab. Symbole lösen auch Assoziationen zu geistigen Ideen aus. Beispiele für archetypische Symbole können sein: Kind, Krieger, Wanderer, Beschützer, Heilsbringer; Früchte, Hausbau, Feuer und Brand, Fluss, See, Meer. Als überpersönlichen Bedeutungen können hier allgemeinmenschliche und kulturspezifische unterschieden werden. Dabei gibt es Grundassoziationen (von Jung Amplifikationen genannt), die sich in vielen Kulturen stark ähneln.
Zum Beispiel: perfekte Kreise kennen alle Menschen von der Gestalt der Sonne und des Mondes, als Kreisbögen auch von den Bahnen der Gestirne am Himmel. Mit diesen allgemeinmenschlichen Wahrnehmungen verbunden wurde der Kreis in den meisten Kulturen zu einem Symbol für die himmlische Sphäre und ihrer zeitlichen Kreisläufe und unendlichen Bewegung. Ringe, Kronen und Heiligenscheine oder im Daoismus der Kreis mit den Symbolen von Yin und Yang sind Beispiele von kulturellen Kreisformen mit symbolischen Bedeutungen wie der Verbundenheit mit einem umfassenden Ganzen, was eine religiöse oder weltliche Würde oder Macht bedeuten kann. Ein gleichmäßiges Kreuz wird z. B. mit vier Himmelsrichtungen, vier Jahreszeiten oder vier Mondphasen (Wochen im Monat) assoziiert, die räumliche und zeitliche Orientierung bringen sowie eine Anordnung von Gegensätzen um einen Mittelpunkt. In rechteckigen räumlichen Formen gestaltet werden meist die irdischen Wohnungen (Häuser) und Felder der Menschen. In der weltweit auftretenden Symbolgruppe des Mandalas werden die Symboliken des Kreises und differenzierter Kreuz- oder Segmentstrukturen kombiniert; beispielsweise in Indien sowie China mit Tibet, in verschiedenen neolithischen Kulturen, bei den Platonikern und in der Alchemie. 
Ein Beispiel für ein archetypisches Symbol in Tiergestalt ist die Schlange. Sie tritt als religiöses Symbol zum Beispiel im Hinduismus und Christentum auf und erscheint in Träumen auch bei Mitteleuropäern furchtbar oder heilsam, auch wenn Schlangen in ihrer Lebenswelt nicht vorkommen und sie sich nicht bewusst mit ihnen befassen.

### Ähnliche Archetypen in verschiedenen Kulturarealen
Die Mythologien und religiösen Systeme unterschiedlicher Kulturareale weisen viele ähnliche oder gleiche Strukturen, Muster und symbolische Bilder auf. Dies kann als Beleg für einen gemeinsamen Hintergrund archetypischer Strukturen in der menschlichen Psyche gedeutet werden. Ein Beispiel ist das weltweite Vorkommen von Mythen einer „Großen Göttin“ oder „Mutter“ (sog. Mutterarchetyp). Bereits altsteinzeitliche Venusfigurinen können ein Hinweis darauf sein. Bekannte Gestalten der Religionsgeschichte wie beispielsweise die sumerische Inanna, die ägyptische Nut und Hathor, die indische Shakti, die germanische Freya und die japanische Amaterasu stellen eine „Große Göttin“ dar – wobei diese oft auch in verschiedene Aspekte (Göttinbilder) aufgefächert erscheint: z. B. als Demeter und ihre Tochter Kore/Persephone in der altgriechischen Religion. Im Christentum sind dem Bild der Maria Eigenschaften aus dem Archetyp einer „Großen Mutter“ zugewachsen. In „neopaganen“ Bewegungen in historisch christlich dominierten Ländern werden oft eklektizistisch polytheistische Gottheiten verehrt und wird auf diese Art eine neue Nähe zu diversen archetypischen religiösen Vorstellungebereichen gesucht (zum Beispiel im Wicca-Heidentum).
Ein weiteres Beispiel ist der Archetyp des Helden und seiner Widersacher. Beispiele für mythische Figuren des Archetyps des Helden sind der sumerische Gilgamesch, der ägyptische Re (in seiner „Inkarnation“ im Pharao), der germanische Donar/Thor, der griechische Perseus und Herakles. Im Christentum wird dieser Archetyp besonders durch die Drachentöter Sankt Michael und St. Georg wie auch alttestamentlich in den „himmlischen Heerscharen“ dargestellt und in die religiösen Vorstellungen integriert. Heldengestalten im Märchen (hier erscheint diese Gestalt auch öfters weiblich als Heldin) können archetypische Grundlagen eines sich behauptenden Ich-Bewusstseins darstellen, wie auch ihre Widersacher (Schattenaspekten der Persönlichkeit) entsprechen. Popularisiert wurde die Vorstellung, dass es ein psychisches und kulturgeschichtliches Grundmuster von „Held“ und „Heldenreise“ gebe, von Joseph Campbell in seinem Werk „Der Heros in tausend Gestalten“ und einer in den USA ausgestrahlten Interview-Serie über „The Power of Myth“, welche in George Lucas’ Skywalker Ranch aufgenommen wurde.
Auch der Baum ist ein sehr verbreitetes archetypisches Motiv in der Kultur- und Religionsgeschichte wie auch im Traumleben der Menschen. Beispiele hierfür sind Vorstellungen von einem Weltenbaum oder Lebensbaum (in der Kabbala, als Bäume des Lebens und der Erkenntnis im Alten Testament, dann der Kreuzigung Christi in christlicher Ikonographie und Mystik). Andere Beispiele sind der Weltenbaum Yggdrasil in der germanischen Mythologie, der Yaxche-Baum der Maya, der Baum mit den Früchten der Unsterblichkeit in China oder heilige Bäume wie die Eiche des Zeus oder des Donar oder in druidischen Kulthandlungen, die Sykomore als ein Ort der Göttin Hathor bei den Ägyptern und der Bodhibaum im Buddhismus.
C. G. Jung hat besonders intensiv zu folgenden archetypischen Motiven geforscht und an ihnen seine Theorien entwickelt: der „Anima“ und des „Animus“ und des „Selbsts“ als Bereichen der Seele (siehe unten); Archetyp des Kindes, des Mädchens (der Kore), der Mutter, des Mandala, der Gestalt des Tricksters, des Wotan, archetypische Aspekte im christlichen Trinitätsdogma, des Baumes, der Gegensätze und ihrer Vereinigung (z. B. in der Symbolik von „Sonne“ und „Mond“ wie auch von „König“ und „Königin“). Gemäß der analytischen Psychologie macht die Gesamtheit der Archetypen die Struktur des kollektiven Unbewussten aus.

### Archetyp, Trieb und Instinkt
Archetypen beruhen aus biologischer Sicht auf einer erblichen Instinktgrundlage, ohne mit dieser identisch zu sein. „Trotz oder gerade wegen der Verwandtschaft mit dem Instinkte stellt der Archetypus das eigentliche Element des Geistes dar“. In der von Jung metaphorisch als Farbspektrum dargestellten Bandbreite des Psychischen sei die Triebdynamik sozusagen am infraroten Ende, die archetypischen Bilder und ihre Dynamik am ultravioletten Ende, und diese Gegensätze berührten sich in den typischen, instinktiven Verhaltensmustern des Menschen. In ihrem biologischen Aspekt verstanden, haben sich Archetyp, Trieb und Instinkt evolutionär entwickelt als „Niederschlag alles menschlichen Erlebens“, welches auch die Kultur und Bewusstseinsentwicklung des Menschen prägte. Beispiele für ein solches instinktgeprägtes Verhalten sind verschiedene Lebensphasen wie Kindheit und Jugend oder zwischenmenschliche Beziehungen wie das Mutter-Kind-Verhältnis oder die Partnerwahl, Verhaltensweisen in Gruppen und exploratives Verhalten in der Umwelt.

### Archetypische Grundlagen der Struktur der menschlichen Psyche
Jung erkannte in Träumen und Mythen einige Hauptkategorien von archetypischen Symbolen, die mit der Struktur der menschlichen Psyche zusammenhängen, unter anderem:
- Das (Ich-)Bewusstsein selber hat nach Jung eine archetypische Grundlage in einer Tendenz des Selbst, Bewusstsein hervorzubringen. Ein archetypisches Symbol des Bewusstseins ist die „Sonne“ und die verschiedenen Sonnenheldenmythen, wie Jung z. B. in Mysterium Coniunctionis schrieb: „König Sol wandert als der Archetypus des Bewußtseins durch die Welt des Unbewußten als eine [Welt] jener vielen Gestalten, welche vielleicht ebenfalls eines Bewußtseins fähig sind.“[37] Ein Beispiel einer symbolischen „Sonne“ als archetypischem Bild auch des menschlichen Bewusstseins ist der ägyptische Sonnengott Re (und seiner nächtlichen Erneuerungsreise durch die Unterwelt); entsprechend war Christus als „Sol Novus“, der als neuer Lichtbringer ein neues Bewusstsein auf die Welt bringe, bezeichnet worden. Auch andere Gestirne, besonders der Mond und die Planeten, wurden archetypische Symbole für Erscheinungsweisen und Aspekte des Bewusstseins im Menschen.
- Der Schatten enthält un- oder teilbewusste Persönlichkeitsanteile, die häufig verdrängt oder verleugnet werden, weil sie dem Vorstellungsbild des Ichbewusstseins von sich selbst entgegenstehen. Dies reicht von den dem Ichbewusstsein nahen Motivationen, die aber aufgrund moralischer Gesichtspunkte nicht gerne bewusstgemacht werden, bis hin zum ganzen Reichtum des „natürlichen Menschen“ einschließlich seiner tierischen Verhaltensweisen. Archetypische Symbole des Schattens sind zum Beispiel „dunkle Doppelgänger“ oder „böse Widersacher des Helden“. Unbewusste Schattenprojektionen auf den jeweils anderen Menschen sind typische Elemente persönlicher wie auch kollektiver (z. B. gesellschaftlicher oder zwischenstaatlicher) Konflikte.[38][39] Die Bewusstmachung dieser unwillkürlichen Schattenprojektionen kann daher die Möglichkeiten einer Konfliktlösung verbessern.[40]
- Die Anima und der Animus bezeichnen gegengeschlechtlich erscheinende Seelenbereiche eines Menschen. Archetypische Symbole der Anima können z. B. Sirene und die Loreley, die romantische (fremde) Schönheit, unerreichbare geistige Geliebte oder auch die Sophia sein. Die Anima kann positiv oder negativ erscheinen und auf beide Weisen in der Persönlichkeitsentwicklung wirken.[41][42][43][44] Typische Symbole des Animus können z. B. der verlockende Magier, der starke Held, der zauberhafte Künstler oder der spirituelle Führer sein. Der Animus kann ebenfalls positiv oder negativ erscheinen und in der Persönlichkeitsentwicklung auf beide Weisen wirken.[45] Beide Archetypen werden meist unwillkürlich in Personen des Gegengeschlechts projiziert und tragen somit zu deren manchmal überwältigender Faszination bei.
- Der Archetyp des Selbsts umfasst sowohl das Ichbewusstsein als auch Unbewusstes und stellt das Zentrum und die Gesamtheit der menschlichen Psyche dar, deren zentrale Steuerungs- und Entwicklungsinstanz es ist. Typische Symbole des Selbsts sind das „göttliche Kind“, der oder die „alte Weise“, der „Stein der Weisen“, das „Mandala“ und verschiedene Gottesbilder in ihrer Erscheinung in der Seele. Bezogen auf Symbole des Selbsts schrieb Jung: „Einheit und Ganzheit stehen auf der höchsten Stufe der objektiven Wertskala, denn ihre Symbole lassen sich von der imago Dei [d. h. dem Gottesbild] nicht mehr unterscheiden.“[46] Das Selbst kann nicht nur offensichtlich förderlich, sondern auch „dunkel“ und als „Widersacher“ dem Ich gegenüber erscheinen. Das Selbst wird öfter unwillkürlich in politische oder religiöse Führer projiziert, auch in Ideologien oder soziale Massenbewegungen.[47]
- Schatten, Anima/Animus und Selbst sind Sonderfälle in Jungs Theorie der Archetypen, im Grunde „Überkategorien“ derselben: Diese Begriffe beschreiben Großbereiche seelischer Inhalte und zugleich der Psychologie der Persönlichkeit, die wiederum verschiedene Motivgruppen enthalten, die Jung unter der Bezeichnung spezifischer Archetypen beschrieb. Auch haben sich die mit diesen Begriffen verbundenen Konzepte mit der Zeit erkennbar entwickelt, sodass nicht alle zwischenzeitlich gegebenen Definitionen miteinander konsistent sind.

Wenn ein archetypisches Verhalten unterdrückt wird, so kann dies zu Neurosenbildung führen, es zeigt sich aber auch in Aktivitäten des persönlichen Schattens: „Selbst solche Tendenzen, die einen höchst heilsamen Einfluß ausüben können, verwandeln sich in wahre Dämonen, wenn sie verdrängt werden. Deshalb haben viele wohlmeinende Leute sehr zu Recht Angst vor dem Unbewußten und nebenbei auch vor der Psychologie.“ Darauf bezugnehmend weiter: „[…] je mehr sie verdrängt werden, desto stärker durchdringen sie die gesamte Persönlichkeit in Form einer Neurose.“

### Der Archetyp als nicht rein Psychisches
C. G. Jung entwickelte sein Konzept des „Archetypus“ zunehmend in die Richtung, diesen nicht allein auf den Bereich des Psychischen beschränkt zu sehen. Es bestehe eine „gewisse Wahrscheinlichkeit, daß Materie und Psyche zwei verschiedene Aspekte ein und derselben Sache sind“ und somit sei auch der Archetypus im Grunde „jenseits der psychischen Sphäre bestimmt“, auch wenn er sich psychisch manifestiere. „Archetypen haben daher eine Natur, die man nicht mit Sicherheit als psychisch bezeichnen kann.“ Sie besäßen auch einen „nicht-psychischen Aspekt“. Über die Fragen des „psychoiden Archetypus“ und der Beziehung von Psyche und Materie pflegte Jung einen jahrelangen Austausch mit dem Physiker Wolfgang Pauli.

### Archetypen als Gegenstand verschiedener Wissenschaftsbereiche
In vielen wissenschaftlichen Disziplinen wurde mittlerweile erforscht, inwiefern die menschliche Spezies von arttypischen unbewussten Strukturen geprägt wird. Solche Strukturen wurden unter anderem in der Ethologie, der Anthropologie, der Linguistik, der Hirnforschung, der Soziobiologie, der Psychiatrie, der Kognitionspsychologie, der Evolutionspsychologie und in der experimentellen Traumforschung postuliert. In diesen Bereichen entstanden für archetypische Strukturen Ausdrücke wie „angeborene Auslösemechanismen“, „Verhaltenssysteme“, „Tiefenstrukturen“, „psychobiologische Reaktionsmuster“, „tief homologe neurale Strukturen“, „epigenetische Regeln“ und „Darwin’sche Algorithmen“.

## Der Archetypus in der Dramaturgie
In Film und Theater bieten sich Archetypen an, um die einzelnen Rollen und ihre jeweilige Funktion zu charakterisieren. Durch Archetypen kann ein Konsens zwischen Darstellern und Publikum hergestellt werden, da man beim Zuschauer die verwendeten Schablonen als bekannt voraussetzen kann. Die meisten archetypischen Darstellungen entwickelten sich aus den Mythologien, die ihrerseits zur Verbreitung auch auf dramaturgische Mittel angewiesen waren und sind. Die wichtigsten Archetypen sind der Held (und, daraus entwickelt, der Antiheld) und demgegenüber der Widersacher. In Romanzen wie auch Liebesdramen zeigt sich oft das klassische Wechselspiel von Animus und Anima, oft auch verbunden mit dem Archetyp des Helden oder der Heldin.